# Sapo-martelo

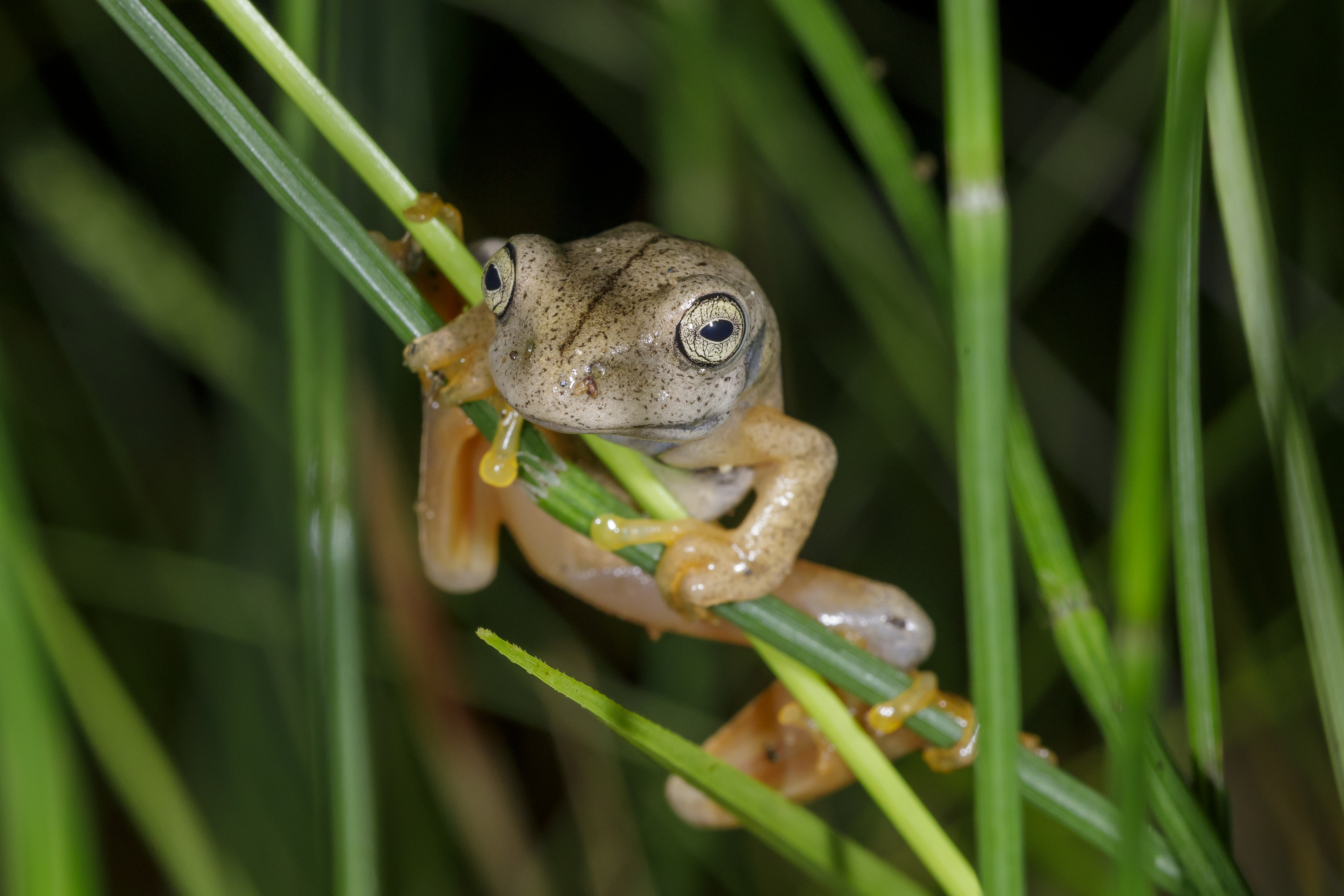
Sapo-martelo, Mata Atlântica, Brasil

O sapo-martelo (nome científico: Boana faber, antiga nomenclatura: Hyla wachei), também conhecido como sapo-ferreiro, é uma espécie de anuro da família Hylidae, que pode ser encontrada no Brasil, na Argentina e no Paraguai. Habita florestas tropicais úmidas e suas áreas de entorno, como a Mata Atlântica e o Cerrado, podendo ser visto também em plantações e florestas secundárias. É arborícola e costuma estar próximo a corpos d'água.
Os machos medem em média entre 8,5 e 9,5 centímetros e as fêmeas entre 9 e 10 centímetros. Possui uma coloração entre o marrom-claro e o cinza, havendo uma linha escura no dorso, com a possibilidade de ocorrerem manchas no entorno. Seus discos adesivos e as membranas interdigitais são grandes e volumosas e os machos possuem um tubérculo no quarto dedo, que se assemelha a um espinho, que é usado em disputas territoriais com outros machos. Seu nome comum é uma alusão ao seu coaxar, que se assemelha com a batida de um martelo em uma bigorna.
Sua reprodução é prolongada, ou seja, os participantes chegam de maneira assincrônica e pode durar até meses. Ocorre durante a estação chuvosa, que costuma ser compreendida pelos meses de dezembro a fevereiro, começando com a construção de ninhos em formato de panela, depois do que os machos vocalizam em seu interior para atrair as fêmeas, que os escolhem de acordo com o ninho. Alguns machos também podem conseguir fêmeas usurpando ninhos já construídos ou simplesmente tomando fêmeas já em reprodução. Durante o amplexo, são depositados de 3 mil a 4 mil ovos num cordão gelatinoso na superfície da água, e depois o macho apresenta cuidado parental e cuida dos ovos até sua eclosão. Após o nascimento dos girinos, eles permanecem na piscina até fortes chuvas, que transbordam o ninho e os levam para corpos d'água maiores, como rios e lagoas, onde completam sua metamorfose no período de um ano.
Possui uma dieta generalista e oportunista, alimentando-se tanto de vertebrados, como outros anfíbios, quanto invertebrados, como besouros, formigas e gafanhotos. Existem relatos de canibalismo na espécie, com indivíduos adultos predando imagos, e com girinos maiores se alimentando dos menores. Pode ser predado por inúmeros animais nos seus diferentes estágios de vida, por meio das baratas-d'água enquanto ainda é larva, e por cobras e outros anfíbios quando adulto. Também pode ser atacado pelos mosquitos do gênero Corethrella, que são atraídos pela sua vocalização.

## Taxonomia
A espécie foi descrita pela primeira vez pelo naturalista renano Maximilian zu Wied-Neuwied em seu livro Reise nach Brasilien in den Jahren 1815 bis 1817, que teve publicação em 1821, sendo chamada de Hyla faber. Até o ano de 1830, a espécie foi descrita com outros três nomes (Hyla fulva, Rana gaimardi e Hyla gaimardi). No entanto, Johann Georg Wagler a nomeou como Hypsiboas faber, permanecendo com esse epíteto até 1911, quando Fritz Nieden intitulou-a como Hyla wachei. Porém, em 2005, os pesquisadores Julian Faivovich, Célio Haddad, Darrel Frost, Jonathan Campbell, Paulo Anchietta Garcia e Ward Wheeler redescreveram a espécie usando seu nome anterior. Em 2017, Alain Dubois propôs a mudança do nome do gênero Hypsiboas para Boana, por se tratar de uma nomenclatura mais antiga que as demais. Essa definição está sendo adotada pouco a pouco pelos bancos de dados e pesquisadores da área.
A espécie foi descoberta após o Decreto de Abertura dos Portos às Nações Amigas, quando vários pesquisadores de diferentes nacionalidades vieram ao Brasil para estudar a fauna e flora local. Wied-Neuwied, príncipe e naturalista da Renânia, ao viajar pelo Espírito Santo no final de 1815, fez o seguinte registro:
Próximo das habitações, descobri um pequeno charco, onde, pelo crepúsculo, ouvi, espantado, o notável coaxar de uma rã até então desconhecida para mim: soava exatamente como o martelo do funileiro ou do caldeireiro; apenas o som era mais profundo e cheio. Só muito depois conheci melhor esse animal que os portugueses apelidam de ‘ferreiro’ devido ao coaxar.— Maximilian zu Wied-Neuwied 
A partir disso, foi realizada a primeira descrição da espécie, usando indivíduos que foram encontrados em 1817 na Fazenda S. Agnés, área compreendida atualmente pela cidade de Santa Inês, na Bahia, Brasil. Seu epíteto específico é uma alusão a sua vocalização característica, que é parecida com o som de um martelo golpeando um pedaço de metal, sendo derivado da palavra latina faber, que significa operário. Assim como seu nome científico, seu nome comum também é uma alusão ao seu coaxar na maior parte das vezes, sendo bastante conhecido no Brasil como sapo-martelo, sapo-ferreiro e bate-lata. Porém, no Espírito Santo ele é conhecido como sapo-paneleiro, uma referência ao formato de seu ninho, que se parece com uma panela. Apesar de ser chamado de "sapo", ele é, na verdade, uma perereca, já que pertence à família Hylidae.

## Distribuição e conservação
A espécie pode ser encontrada nos estados brasileiros do Rio de Janeiro, Espírito Santo, Minas Gerais, Rio Grande do Sul, Paraná, Santa Catarina, São Paulo e Bahia, na província argentina de Misiones e na Região Oriental do Paraguai, numa altitude entre 150 e 800 metros. Habita espaços terrestres e de água doce de florestas tropicais úmidas e suas áreas de entorno, como a Mata Atlântica e o Cerrado. Pode se adaptar a viver em áreas degradadas por ações antrópicas, como florestas secundárias ou com desmatamento seletivo.
É bastante abundante, podendo ser encontrada facilmente nos lugares abrangidos pela sua distribuição, o que faz com que sua população fique estável. Das ameaças à espécie, as mais importantes são o desmatamento e o uso de pesticidas, porém, devido a sua capacidade de adaptação a ambientes degradados, por sua área de ocorrência ser compreendida por muitos parques ambientais e pela falta de fragmentação populacional, a União Internacional para a Conservação da Natureza (IUCN) a classifica como espécie pouco preocupante (LC).

## Descrição

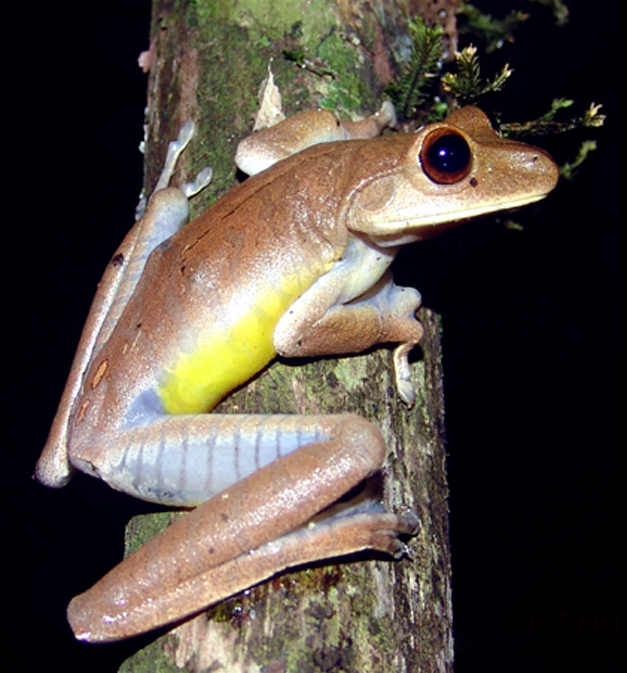
Um indivíduo visto lateralmente sobre uma árvore.

O comprimento médio dos machos varia entre 8,5 e 9,5 centímetros e das fêmeas entre 9 e 10 centímetros. Sua coloração varia entre o marrom-claro e o cinza, possuindo uma linha escura no dorso, que pode apresentar manchas escuras. Sua cabeça é grande e o focinho é achatado e arredondado. Possui membrana interdigital bem desenvolvida e seus discos adesivos são volumosos. Os machos possuem um tubérculo no quarto dedo da mão, que se assemelha a um espinho. Seu canthus rostralis é marcado e curvado e sua região loreal é oblíqua. Suas narinas são elípticas, amplas e direcionadas dorsolateralmente, e os olhos são grandes, com a íris dourada, e apontados para a região anterolateral. Seu tímpano também é grande, com o formato variando entre o redondo e o ligeiramente oval, e a margem bem visível. A prega supratimpânica é bem distinguível por uma linha marrom-escura, que vai da parte superior do tímpano em direção ao úmero, passando pela parte posterior do corpo. O saco vocal dos machos é simples e subgular, havendo uma fenda vocal na lateral da base da boca. A sua língua é larga e arredondada, cobrindo a parte superior da boca por completo. Sua dentição é composta por duas fileiras de dentes vomerianos em forma de arcos, que se estendem entre as coanas.
Pode ser diferenciada da Boana exastis devido ao seu dorso liso e à ausência do apêndice calcâneo, podendo ser diferenciada também da B. lundii e B. pardalis pela presença de uma linha no dorso e pela sua coloração. É possível distingui-la da B. crepitans pela coloração amarela do ventre e das palmas das patas e pelo seu tamanho, que é maior. E difere da B. rosenbergi pela ausência da distribuição de verrugas ao longo da cabeça e de uma extensa glândula na lateral dos machos.
Apesar de poucas, podem ser notadas diferenças em membros de diferentes populações. Um exemplo é seu tamanho, que é maior nos indivíduos mais ao sul. Os espécimes das regiões mais centrais costumam apresentar os discos adesivos maiores do que aqueles encontrados nos extremos de sua área de distribuição, o contrário do que acontece com a angulação da boca. Listras presentes na tíbia também podem variar, com os indivíduos mais ao norte apresentando barras mais complexas e completas e no sul podendo, inclusive, ocorrer a ausência das mesmas. Outras variações, como a localização dos dentes, o formato de tubérculos e a coloração quando em preservativo, podem ocorrer também, mas sem estar necessariamente ligadas a um fator geográfico.

## Relações alimentares

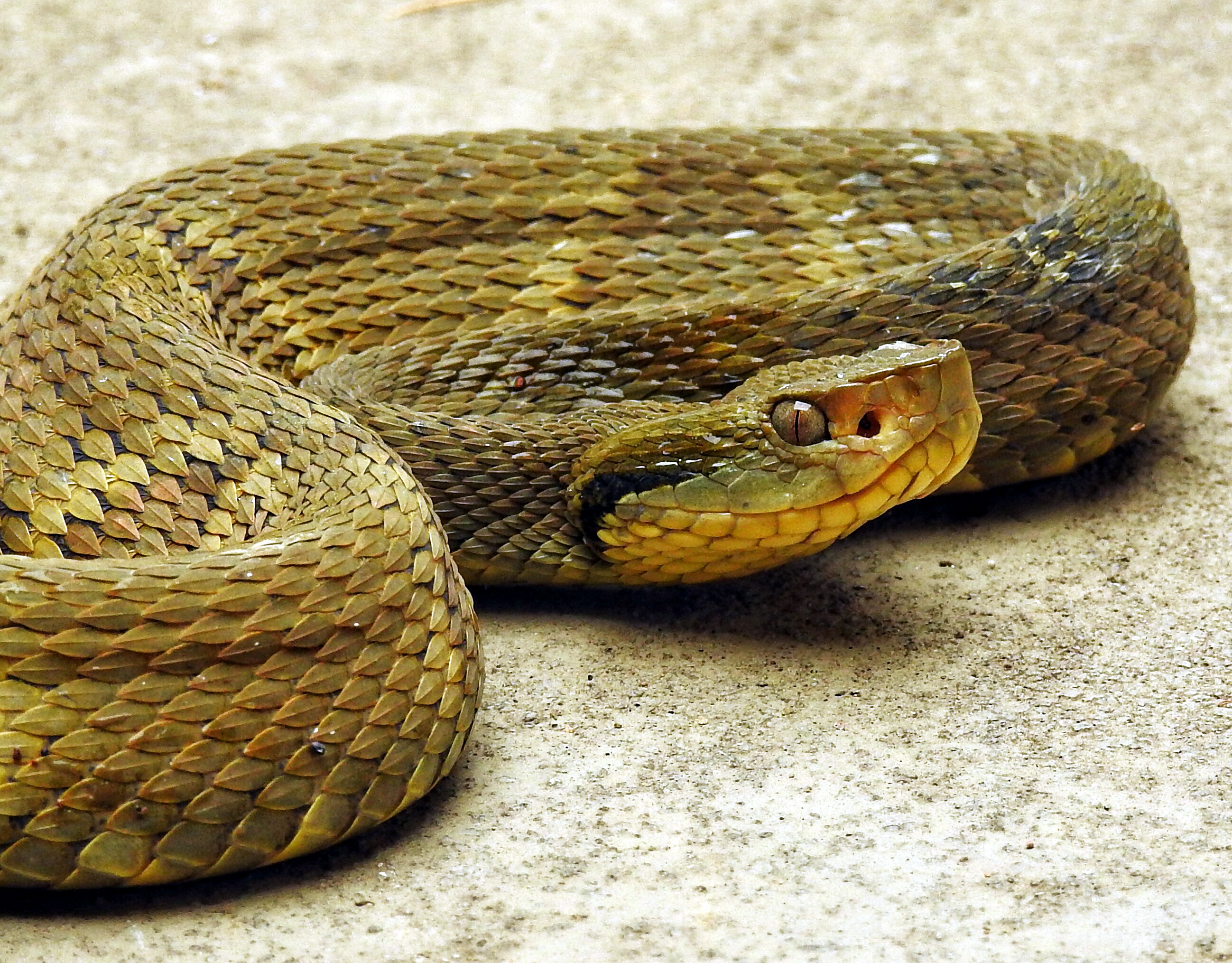
Uma jararaca-da-mata, cobra que costuma predar o sapo-martelo.

Assim como a maioria das espécies de anuros, o sapo-martelo possui uma dieta oportunista e generalista, alimentando-se de animais vertebrados e invertebrados. Dos invertebrados, suas preferências alimentares são os coleópteros, as formigas e os ortópteros, compondo a maior parte de sua alimentação. Mas também pode se alimentar de aranhas, larvas de insetos e lepidópteros. Dos vertebrados, ele costuma predar outras espécies de pererecas que ocupam o mesmo habitat, no caso as árvores, facilitando assim a captura de indivíduos menores. Exemplos de pererecas que costumam ser predadas são Scinax perereca, S. granulatus e Aplastodiscus perviridis. Existem registros de predação do  Haddadus binotatus, que é um anuro terrestre, o que leva a suspeitar que o sapo-martelo pode descer das árvores para se alimentar, sem estar, necessariamente, no período reprodutivo. Existem casos de canibalismo na espécie, em que indivíduos adultos se alimentam de imagos recém-saídos da água. Tal comportamento costuma estar associado a alta densidade populacional e/ou a falta de alimentos, e pode ajudar a aumentar a sua taxa de sobrevivência e diminuir a competição intraespecífica, mas também pode diminuir significantemente ou aniquilar as gerações dos anos seguintes.
A espécie pode ser atacada por inúmeros predadores em todas as fases da vida, desde girino até adulto. Quando estão na fase larval, podem ser predados por ninfas de libélulas, baratas-d'água e a cobra-lisa. Quando se tornam imagos, podem ser capturados por cobras, como a jararaca-da-mata e a jararaca-falsa, e por anfíbios adultos, como a rã-manteiga. Quando adultos, seus principais predadores são as cobras, tais como a Helicops modestus, a cobra-cipó-verde e a corredeira-lisa. Também podem ser predados por outros animais, como a coruja-das-torres, o cachorro-do-mato e a rã Leptodactylus vastus.
O sapo-martelo pode sofrer picadas dos mosquitos do gênero Corethrella, cujas fêmeas se alimentam de sangue de anfíbios para poder desenvolver seus ovos. Diferentemente da maior parte dos mosquitos, essas espécies não são atraídas pelo dióxido de carbono (CO2) excretado pela respiração, e sim pela sua vocalização, um fenômeno conhecido como fonotaxia.

## Reprodução

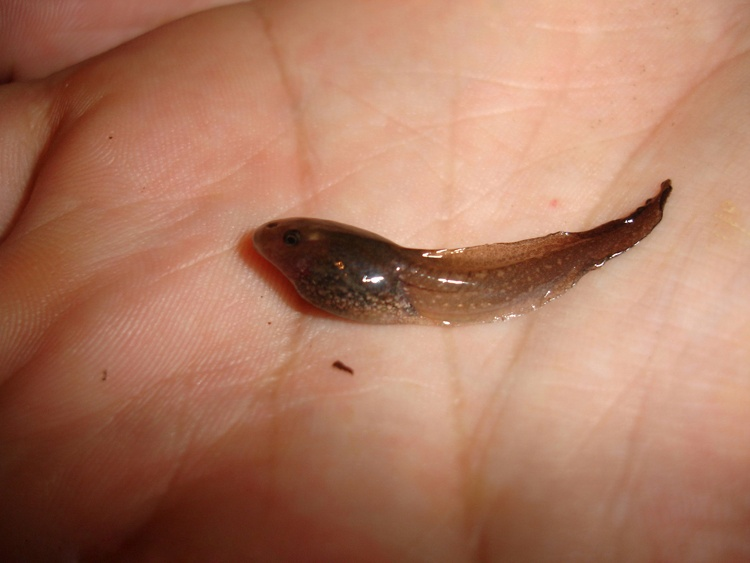
Um girino sobre uma mão.

Sua reprodução é prolongada, ou seja, os machos e as fêmeas chegam de maneira assincrônica, podendo durar meses. Ocorre preferencialmente na estação chuvosa, que costuma ser compreendida pelos meses de dezembro a fevereiro. No início do período reprodutivo, os machos constroem ninhos em poças d'água, moldando o barro e a vegetação do entorno no formato de uma panela; depois de pronto, o macho começa a vocalizar para chamar a atenção das fêmeas, podendo ficar horas coaxando. Ao chegar uma fêmea, ela vistoria o ninho para ver se possui as condições ideais, e caso não possua, ela o abandona e procura outro macho. Caso ela aprove, os mesmos realizam o amplexo e depositam de 3 mil a 4 mil ovos num cordão gelatinoso na superfície da água. Os ovos possuem a parte inferior branca e a superior preta, de forma a protegê-los dos raios solares. Durante o processo da construção do ninho e da vocalização, podem ocorrer disputas territoriais, com alguns machos atacando os outros, de forma a conseguir construir seu ninho num lugar de melhor qualidade ou simplesmente usurpar o ninho já construído. Existem também os "machos deslocadores", que retiram os machos já em amplexo das costas da fêmea e realizam a fertilização, de forma a não ter que construir a piscina para desova nem vocalizar. De acordo com a lista de modos reprodutivos elaborada por Cynthia Prado e Célio Haddad, o sapo-martelo usa o modo 4.

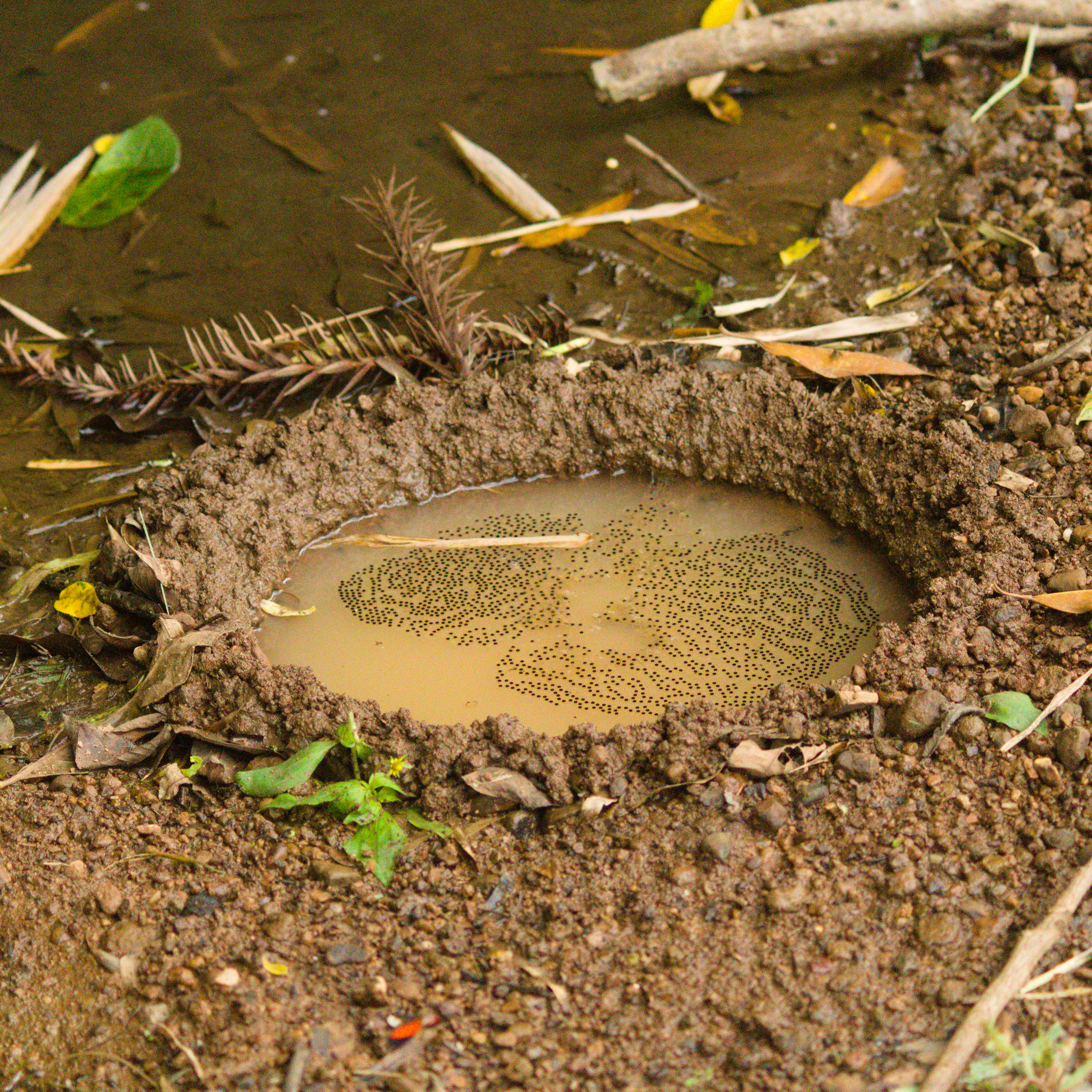
Um ninho de sapo-martelo, com sua característica piscina.

Após a postura dos ovos, a fêmea vai embora e o macho pratica o cuidado parental até a eclosão da ninhada, defendendo-a de outros machos e predadores. Após a eclosão, que costuma estar associada às chuvas, ocorre o transbordamento dos ninhos, fazendo com que os girinos sejam arrastados para corpos d'água maiores, onde terão uma alimentação detritívora. Os girinos são relativamente grandes e possuem a cauda preta e o corpo pardacento, ficando mais escuros com o decorrer da metamorfose, que dura aproximadamente um ano. Eles possuem alta resistência ao estresse hídrico, podendo sobreviver mais de 24 horas caso a lagoa seque. Também são adaptados a sobreviverem em locais com baixa quantidade de oxigênio, já que costuma haver falta dele nas poças onde se desenvolvem. Alguns podem apresentar comportamento canibalesco, alimentando-se de girinos menores. A sua fórmula das fileiras de dentes labiais (FFDL) é 2(2)/4(1).
Seu coaxar se assemelha à batida de um martelo sobre um pedaço de metal, como uma bigorna, e sua principal função é atrair a atenção das fêmeas. Geralmente é composto por uma única nota pulsada e com chamadas que duram oito centésimos de segundo. O macho vocaliza enchendo totalmente de ar seu saco vocal e realizando sons de alta intensidade, com uma taxa de repetição de 107 a 124 chamadas por minuto, numa frequência entre 0,3 e 4 quilohertz (kHz). Ao perceber que alguma fêmea se interessou pelo seu coaxar, ele rapidamente aumenta a taxa de repetição para 175 chamadas por minuto, de forma a demonstrar reciprocidade. Existem também outros dois tipos de coaxares, que servem para se comunicar com os outros machos. O primeiro serve para avisar a um macho intruso que aquela área pertence a ele, sendo este bem variável, com a frequência entre 0,2 e 3,7 kHz. Já o segundo é emitido quando dois machos entram em confronto corporal, havendo sempre um macho que vocaliza mais forte e que possui um padrão de repetição maior, com a frequência variando entre 0,1 e 2,1 kHz.

## Cultura popular
Assim como o sapo-cururu, o sapo-martelo costuma ser citado na literatura brasileira e em músicas infantis. Aparece no poema modernista Os Sapos, de Manuel Bandeira, que é uma crítica ao Parnasianismo, sendo nele chamado de sapo-tanoeiro, forma como também é conhecido em alguns lugares. O programa infantil Cocoricó também possui um personagem dessa espécie, que é representado por um filhote de sapo que prefere comer doces a insetos.